# Девід Хей (футболіст)
Девід Хей (англ. David Hay, нар. 29 січня 1948, Пейслі) — шотландський футболіст, захисник. По завершенні ігрової кар'єри — футбольний тренер.
Як гравець насамперед відомий виступами за клуби «Селтік» та «Челсі», а також національну збірну Шотландії.
Шестиразовий чемпіон Шотландії. Чотириразовий володар Кубка Шотландії. Володар Кубка Шотландії (як тренер). Чемпіон Шотландії (як тренер).

## Клубна кар'єра
У дорослому футболі дебютував 1968 року виступами за команду клубу «Селтік», в якій провів шість сезонів, взявши участь у 130 матчах чемпіонату. Більшість часу, проведеного у складі «Селтіка», був основним гравцем захисту команди. За цей час шість разів виборював титул чемпіона Шотландії.
У 1974 році перейшов до клубу «Челсі», за який відіграв 6 сезонів. Завершив професійну кар'єру футболіста виступами за команду «Челсі» у 1980 році.

## Виступи за збірну
У 1970 році дебютував в офіційних матчах у складі національної збірної Шотландії. Протягом кар'єри у національній команді, яка тривала 5 років, провів у формі головної команди країни 27 матчів.
У складі збірної був учасником чемпіонату світу 1974 року у ФРН.

## Кар'єра тренера
Розпочав тренерську кар'єру невдовзі по завершенні кар'єри гравця, 1981 року, очоливши тренерський штаб клубу «Мотервелл».
В подальшому очолював команди клубів «Селтік», «Сент-Міррен», «Лівінгстон» та «Данфермлайн».
Наразі останнім місцем тренерської роботи був клуб «Лівінгстон», команду якого Девід Хей очолював як головний тренер 2009 року.

## Титули і досягнення

### Як гравця
- Чемпіон Шотландії (6):

«Селтік»: 1968–69, 1969–70, 1970–71, 1971–72, 1972–73, 1973–74
- Володар Кубка Шотландії (4):

«Селтік»: 1968–69, 1970–71, 1971–72, 1973–74
- Володар Кубка шотландської ліги (2):

«Селтік»: 1968–69, 1969–70

### Як тренера
- Володар Кубка Шотландії (1):

«Селтік»: 1984–85
- Чемпіон Шотландії (1):

«Селтік»: 1985–86
- Володар Кубка шотландської ліги (1):

«Лівінгстон»: 2003–04